# Dariusz Daniluk
Dariusz Daniluk (ur. 30 maja 1963) – polski prawnik i urzędnik państwowy, w latach 2008–2011 podsekretarz stanu w Ministerstwie Finansów.

## Życiorys
Ukończył studia na Wydziale Prawa i Administracji Uniwersytetu Warszawskiego, a także studia podyplomowe z zakresu prawa i ekonomii Wspólnot Europejskich na UW oraz z zakresu międzynarodowej bankowości i finansów na Uniwersytecie w Southampton.
Od 1989 do 2000 był zatrudniony w Generalnym Inspektoracie Nadzoru Bankowego, następnie w Departamencie Międzynarodowych Instytucji Finansowych i Departamencie Zagranicznym Narodowego Banku Polskiego. Do 2002 zajmował stanowisko dyrektora departamentu w Banku Gospodarki Żywnościowej S.A. W latach 2002–2008 pracował jako dyrektor Departamentu Audytu Wewnętrznego w NBP.
W maju 2004 został członkiem komitetu audytorów wewnętrznych w Europejskim Banku Centralnym. Publikował prace m.in. z zakresu prawa bankowego, nadzoru bankowego oraz regulacji usług finansowych. Wykładowca Wydziału Nauk Ekonomicznych UW i SGH. W 2007 został prezesem Stowarzyszenia Audytorów Wewnętrznych IIA-Polska.
Od marca 2008 do marca 2011 był podsekretarzem stanu w Ministerstwie Finansów. Do lipca 2010 pełnił także funkcję głównego rzecznika dyscypliny finansów publicznych. W 2010 zajmował też stanowisko przewodniczącego Komisji Nadzoru Audytowego. W latach 2008–2011 wchodził w skład Komisji Nadzoru Finansowego (jako przedstawiciel ministra właściwego do spraw instytucji finansowych).
W latach 2011–2013 zajmował stanowisko prezesa zarządu Banku Gospodarstwa Krajowego. Później był prezesem spółki Trade Trans należącej do grupy PKP Cargo, a w latach 2014–2016 wiceprezesem oraz prezesem Banku Ochrony Środowiska. W sierpniu 2024 został powołany na stanowisko zastępcy prezesa Polskiej Agencji Nadzoru Audytowego.
W 2004 otrzymał odznakę honorową „Za zasługi dla bankowości Rzeczypospolitej Polskiej”.
Żonaty, ma dwoje dzieci.